# 廣場

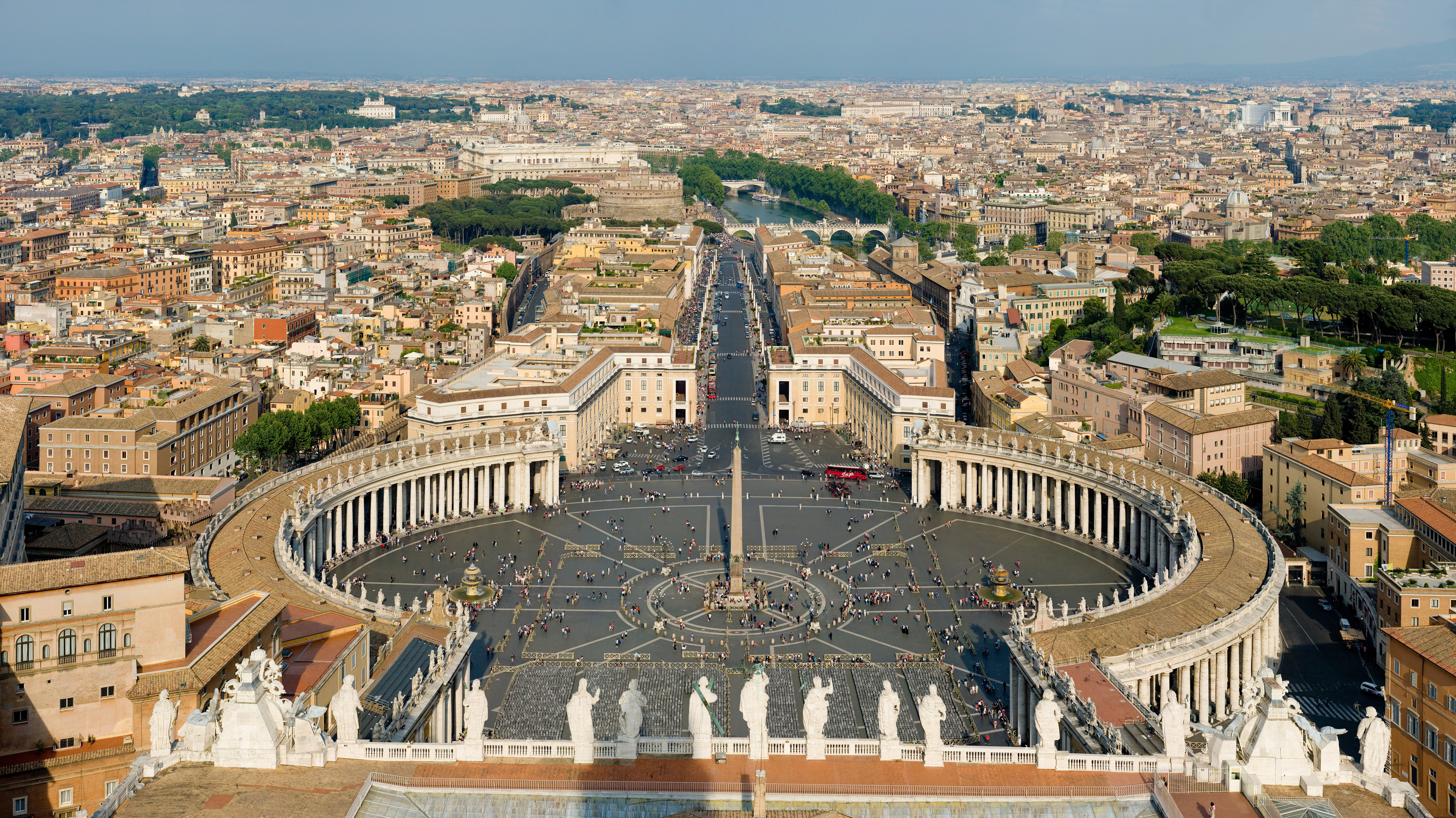
梵蒂岡聖伯多祿廣場

臺灣新竹市幸福廣場

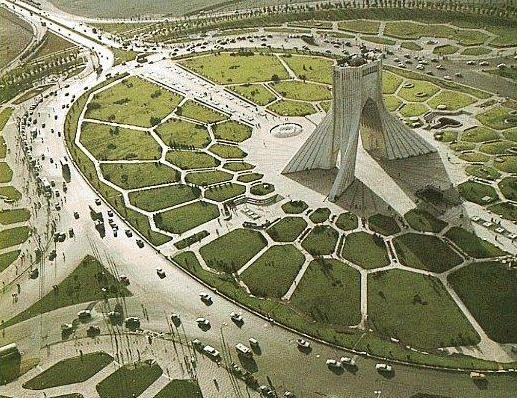
伊朗德黑兰阿扎迪广场

廣場（英語：plaza/square）是在傳統城市中的一個廣闊、平坦的開放空間，主要用途是讓民眾聚集，或用作政治用途。在廣場中通常會設有一些銅像、雕塑、紀念碑或噴泉等裝飾。廣場一般指城市廣場；此外，在現代，「广场」一詞也被用作购物中心甚至商業大廈以及私人屋苑的名稱，是用作取代「商場」的較文雅名稱。

## 歷史
廣場的概念在古時的歐洲已出現。傳統城市居住環境較為擠迫，在一些重要建築如教堂、宮殿、政府建築物或市場前預留一些空地，可供進行政治或宗教等重要儀式之用。在廣場周圍通常會開設一些店舖（如麵包店，食品店或服裝店），形成一個市場。

## 功能
現代廣場的功能很多，包括供市民散步休憩、為市民提供集會的地方，或供舉行政治集会，宗教儀式及活動、進行示威的場地，甚至舉行演唱會、嘉年華會或開設跳蚤市場等活動。

## 著名的廣場
歐洲
- 聖馬可廣場（意大利威尼斯）
- 聖伯多祿廣場（梵蒂岡）
- 领主廣場（意大利佛罗伦萨）
- 田野广场（意大利锡耶纳）
- 奇迹广场（意大利比萨）
- 特拉法加廣場（英國倫敦）
- 協和廣場（法國巴黎）
- 布魯塞爾大廣場（比利時布魯塞爾）
- 水坝广场（荷兰阿姆斯特丹）
- 中央集市广场（波兰克拉科夫）
- 城堡广场（波兰华沙）
- 商业广场（葡萄牙里斯本）
- 冬宫广场（俄羅斯圣彼得堡）
- 紅場（俄羅斯莫斯科）

亞洲
- 天安門廣場（北京）
- 花城廣場（廣州）
- 上海人民廣場（上海）
- 大連星海廣場（大連）
- 皇后像廣場（香港）
- 時代廣場（香港）
- 議事亭前地（澳門）

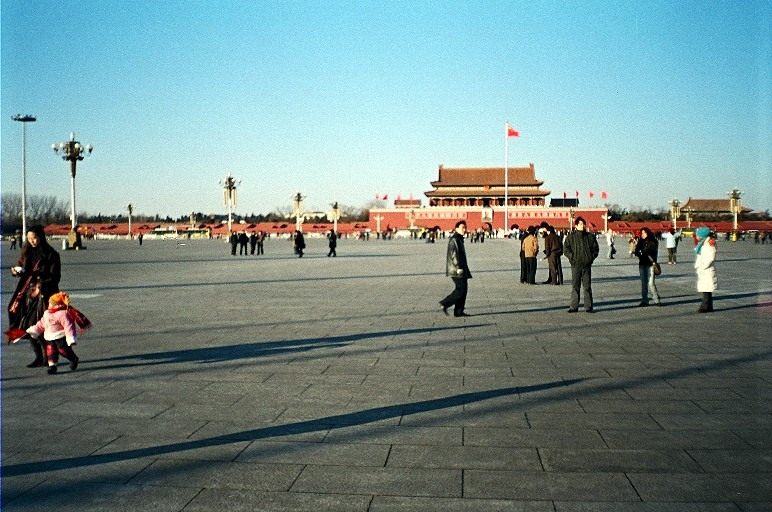
北京市天安門廣場

- 圓山廣場（捷運圓山站旁花博公園廣場，台灣台北）：
  1. 入口廣場，總面積1,000.5平方公尺（43.5*23）
  2. 長廊廣場，總面積2270平方公尺（100*22.7）（有挑高頂棚）
  3. 花海廣場，總面積1,000平方公尺（43*23）
- 台北市市民廣場（台北）
- 自由廣場（台北）
- 經國綠園道（台中）
- 独立广场  （马来西亚吉隆坡）
- 金日成廣場（朝鲜平壤）
- 新宿西口廣場（日本東京）

北美地區
- 国家广场（美國华盛顿哥伦比亚特区）
- 時報廣場（美國紐約）
- 央-登打士廣場（加拿大多伦多）

拉丁美洲
- 三權廣場（巴西巴西利亞）
- 革命广场（古巴哈瓦那）

大洋洲
- 聯邦廣場（澳洲墨尔本）